# 半䱗
半䱗（学名：Hemiculterella sauvagei）为鲤科半䱗属的鱼类，俗名四川半䱗，是中国的特有物种。分布于四川等。该物种的模式产地在四川西部。

## 扩展阅读
維基物種上的相關：半䱗